# Magnus Hungerbühler
Magnus Hungerbühler (* 1. November 1732; † 8. Oktober 1811) war Bibliothekar des Klosters St. Gallen von 1774 bis 1780.

## Leben
Pater Magnus Hungerbühler stammte aus Sommeri im Kanton Thurgau. Seine Profess legte er 1749 in St. Gallen ab. Am 24. Mai 1755 wurde er nach einem Studium der Philosophie, der beiden Rechte, wie man damals sagte, und der Theologie Subdiakon. Ab 5. November 1759 war er Lehrer der Poesie. Er erlangte die höheren Weihen bis zur Primiz am 11. April 1757 und schloss sein Studium der Theologie am 6. Mai 1761 mit einer Professur ab. Am 21. Oktober 1776 wurde er Lehrer der griechischen Sprache und am 6. September 1769 Professor beider Rechte. Am 9. August 1771 erfolgte seine Ernennung zum Pfarrer von Ebringen.
Wegen schlechter Gesundheit kehrte Hungerbühler 1774 nach St. Gallen zurück. Dort war er u. a. für die Bibliothek verantwortlich, 1775 wurde er zudem Beichtiger in St. Georgen und 1776 Subprior. Am 2. Februar 1781 wurde er Dekan. Als solcher war er Regierungs- und Pfalzrat, Lehenratspräsident und Visitator der Frauenklöster. Als Nächstes amtierte er als Statthalter von Wil. Auf diesem Posten blieb er bis zum 4. Juli 1798. Dann übernahm er die Beichtigerstelle im dortigen Frauenkloster St. Katharina. Zwischendurch tat er dasselbe in Mehrerau Anfang 1800, wurde jedoch sogleich wieder nach Wil zurückberufen.
Ab dem 11. Oktober 1803 erhielt Hungerbühler eine Pension von zwei Franken am Tag zugebilligt. Ein Verwandter von ihm in Sommeri TG verwandte sich am 18. März 1807 für ihn bei der Regierung, dass er seine Pension überall, auch ausserhalb des Kantons, geniessen könne.

## Wirken
Als es zu Auseinandersetzungen im Gefüge des Konvents kam, hielt Hungerbühler zu Abt Pankraz Vorster. Während seiner Amtszeit als Statthalter in Wil kam es in dem Städtchen zu Unruhen. Er setzte sich in den 1790er Jahren für die Aufständischen ein, sodass ein Entgegenkommen gefunden werden könnte. Am 20. Mai 1795 fand er sich deswegen in einer Kommission wieder, die zum Unterhandeln eingesetzt worden war.
In seiner Tätigkeit als Bibliothekar erweiterte Hungerbühler den Katalog der Manuscripta mit mehreren Bemerkungen und Zusätzen, wobei er sich auf sein Studium berufen konnte. Ausserdem bildete er zwei neue Bibliothekare aus, darunter einen seiner Nachfolger, Ildefons von Arx. Als Wohltäter der Bibliothek trat Hungerbühler auf, indem er 66 Gulden spendete. Als Professor der Theologie und gleichzeitig Bibliothekar gab er die Reden des hl. Bischofs Maximus von Turin aus dem in römischen Unzialen geschriebenen Cod. Sang. 188 aus dem 7. Jhd. heraus.